# Otro día en escena
Otro día en escena es una película satírica paraguaya de 2015, dirigida por Marcelo Pereira y Arturo Maciel, ambientada en el 26 de abril de 1973, durante el gobierno de Alfredo Stroessner, fecha de la firma del Tratado de Itaipú. Está protagonizado por Agustín Núñez, Alfredo Chaves Fiorio, Camila Torres y Jorge Fernández con la participación estelar de Alejandra Siquot y Georgina Genes.
El film, una coproducción realizada entre productoras locales y el FONDEC, ganó en el 2012 el concurso a Mejor Guion para Cortometraje en el Festival de Cine Under.

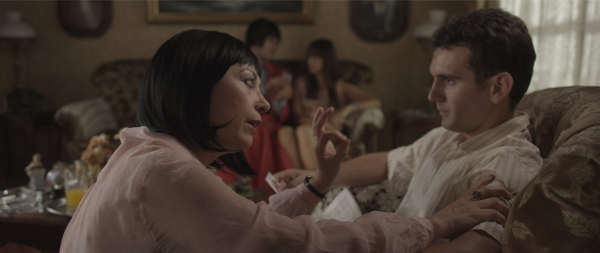
Escena de la película Otro día en escena, con Alejandra Siquot y Jorge Fernández.

## Trama
Ambientada en la Asunción de 1973, durante la dictadura militar de Alfredo Stroessner, la película sigue un día en la rutina de un carismático joven de 19 años llamado Fausto (Alfredo Cháves), y de un duro y violento Comisario del régimen llamado Justo Agustín Núñez).
Para esa noche, Fausto y sus amigos Celeste (Camila Torres) y Toto (Jorge Fernández) organizan un encuentro clandestino entre grupos de teatro para despedir al director del Teatro Universitario en la casa de la excéntrica tía de Toto, Doña Eugenia (Alejandra Siquot).
Pero el Comisario Justo, secuestra a uno de los miembros del grupo de teatro y lo somete a torturas para extraer información sobre las actividades ilícitas que realizan, y planear una emboscada.

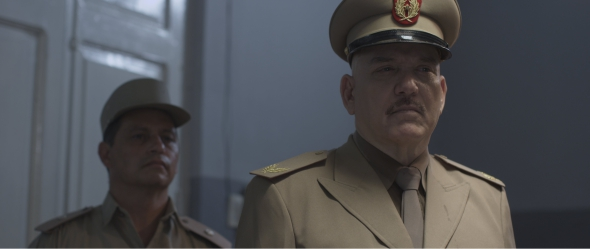
Escena de la película "Otro día en Escena" con Justo López y Agustín Núñez.

## Reparto

### Principales
- Alfredo Cháves Fiorio – Fausto
- Agustín Núñez – Comisario Justo
- Camila Torres – Celeste
- Jorge Fernández – Toto
- Alejandra Siquot – Doña Eugenia

### Secundarios
- Georgina Genes – Ña Merenciana
- Justo López – Augusto
- Marcos Pérez – Torturador 1
- Omar Cáceres – Torturador 2
- Ana Ivanova – Torturada 1
- Patty Paredes – Torturada 2

## Reconocimientos
Mejor Guion para Cortometraje del Concurso Nacional de Guiones organizado por el Festival de Cine Under, Paraguay (2012).